# Spodiopogon
Spodiopogon là một chi thực vật có hoa trong họ Hòa thảo (Poaceae).

## Loài
Chi Spodiopogon gồm các loài:
- Spodiopogon aristatus - Gujarat[3]
- Spodiopogon bambusoides - Quảng Tây, Quý Châu
- Spodiopogon cotulifer - Kashmir, Assam, Meghalaya, Nagaland, Trung Quốc bao gồm Đài Loan, Hàn Quốc, Nhật Bản bao gồm Quần đảo Ryukyu
- Spodiopogon depauperatus - Nhật Bản
- Spodiopogon dubius - Tây Tạng, Nepal, Uttarakhand
- Spodiopogon duclouxii - Tứ Xuyên, Vân Nam
- Spodiopogon formosanus - Đài Loan
- Spodiopogon jainii - Ấn Độ, Myanmar
- Spodiopogon lacei - Bhutan, Assam, Myanmar, Thái Lan
- Spodiopogon pogonanthus - Iran, Iraq, Thổ Nhĩ Kỳ, Syria, Lebanon, Palestine, Israel
- Spodiopogon rhizophorus - Maharashtra, Tamil Nadu
- Spodiopogon sagittifolius - Vân Nam
- Spodiopogon sibiricus
- Spodiopogon tainanensis
- Spodiopogon velutinus - Peninsular Malaysia
- Spodiopogon yuexiensis - Tứ Xuyên